# Horst Lehr
Horst Justin Lehr (Ludwigshafen, 6 de diciembre de 1999) es un deportista alemán que compite en lucha libre.
Ganó una medalla de bronce en el Campeonato Mundial de Lucha de 2021 y dos medallas de bronce en el Campeonato Europeo de Lucha, en los años 2020 y 2023.

## Palmarés internacional
| Campeonato Mundial | Campeonato Mundial | Campeonato Mundial | Campeonato Mundial |
| Año                | Lugar              | Medalla            | Categoría          |
| ------------------ | ------------------ | ------------------ | ------------------ |
| 2021               | Oslo (Noruega)     | Medalla de bronce  | 57 kg              |
| Campeonato Europeo |                    |                    |                    |
| Año                | Lugar              | Medalla            | Categoría          |
| 2020               | Roma (Italia)      | Medalla de bronce  | 57 kg              |
| 2023               | Zagreb (Croacia)   | Medalla de bronce  | 57 kg              |